# Alfred Henry Garrod
Alfred Henry Garrod FRS (18 de maio de 1846 - 17 de outubro de 1879) foi um zoólogo inglês especializado em vertebrados. Garrod nasceu em Londres, o filho mais velho de Sir Alfred Baring Garrod (1819-1907), um médico do King's College Hospital, que descobriu o metabolismo anormal do ácido úrico associado à gota. Ele também foi o irmão mais velho de Archibald Edward Garrod (1857-1936), um médico inglês que foi pioneiro no campo dos erros inatos do metabolismo.

## História acadêmica
Ele estudou na University College School e no King's College London antes de entrar no Caius College, Cambridge em 1867. Migrando para o St John's College, ele ganhou seu B.A. com uma primeira classe no Natural Sciences Tripos e obteve uma bolsa universitária – a primeira em seu assunto – em 1873. 
De 1874 a 1879, Garrod ensinou anatomia comparativa no King's College London. Em 1875, foi nomeado professor fulleriano de fisiologia e anatomia comparada na Royal Institution, cargo que ocupou até 1878. Pouco depois ele foi agregado como um companheiro para a Sociedade Real em 1876. Os principais interesses científicos de Garrod eram anatomiade aves e ruminantes. 
Ele também contribuiu para a descrição dos espécimes obtidos da expedição Challenger (1872-1876).
Em 1881, William Alexander Forbes nomeou o gênero Garrodia para o petrel da tempestade de costas cinzas em homenagem a Alfred Garrod.